# Castillo de Lagunas Rubias
El castillo de Lagunas Rubias, también conocido como El Palomar, es un yacimiento arqueológico correspondiente a los restos de una fortificación medieval actualmente en ruinas situada en las cercanías de la antigua localidad de Lagunas Rubias, integrada dentro del municipio de Aldeanueva de Figueroa, provincia de Salamanca, comunidad autónoma de Castilla y León.

## Localización
Las ruinas del castillo se localizan al oeste de las viviendas de la finca de Lagunas Rubias, perteneciente al término municipal Aldeanueva de Figueroa.

## Historia

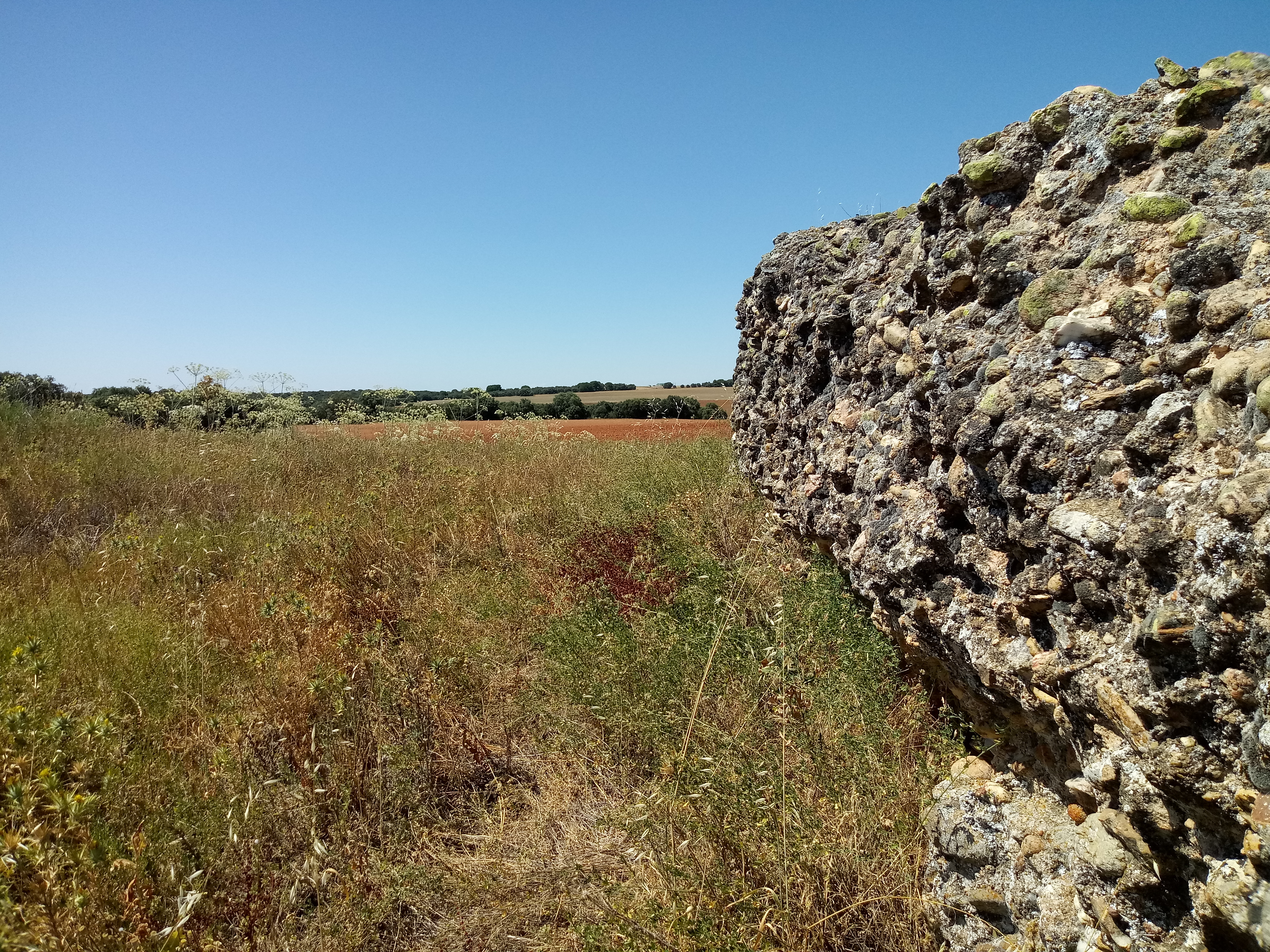
Muro visible del castillo de Lagunas Rubias.

Fue edificado por el Reino de León en los siglos XII-XIII como parte del sistema defensivo frente al Reino de Castilla, implantado desde las tierras altas del Esla en León, hasta más allá del Sistema Central, en el norte de la actual provincia de Cáceres. Fue ampliándose sucesivamente durante los 73 años de guerras dinásticas entre monarcas castellanos y leoneses y como defensa frente a las sucesivas amenazas del nuevo Reino de Portugal y los Almohades, adquiriendo el sistema funciones de defensa en profundidad.
Este sistema de defensa, denominado como Sistema Territorial de Fortificaciones y de reciente caracterización, se define por estar constituido por un gran conjunto de recintos defensivos de nueva planta construidos ex profeso y planificados como un sistema desde su origen, con unas características tipológicas, cronológicas y tecnológicas muy concretas y homogéneas. El novedoso sistema de fortificaciones se basó en la construcción de recintos militares de planta castral o recintos ovoides, edificados mediante la técnica del tapial de calicanto o mampostería encofrada, construidos durante la separación de los Reinos de León y Castilla entre 1157 y 1230, bajo los reinados de Fernando II y Alfonso IX de León, y Alfonso VIII, Berenguela y Fernando III de Castilla.
Acabadas las contiendas con la unificación de los reinos de León y Castilla durante el reinado de Fernando III en 1230, las fortificaciones que quedan en desuso se abandonan e incluso se destruyen inhabilitando parte de sus elementos defensivos, aunque algunas se reutilizaron brevemente durante los conflictos durante las minorías de edad de Fernando IV y Alfonso XI.